# Suchowola (województwo łódzkie)
Suchowola – wieś w Polsce położona w województwie łódzkim, w powiecie pajęczańskim, w gminie Rząśnia.
W latach 1975–1998 miejscowość położona była w województwie piotrkowskim.